# Список серій мультсеріалу «Людина-павук» (1967)
Нижче представлений список серій першого сезону мультсеріалу "Людина-павук".
| 1A | Сила Доктора Октопуса                | Доктор Октопус |  |  |  |
| Пітер потрапляє у полон до божевільного вченого Доктора Октопуса, який планує знищити Квінс.                                                     |                                      |                |  |  |  |
| |                                      |                |  |  |  |
| 1B | Суб-Нуль для Спайді                  | Плутоніанці    |  |  |  |
| Пітер знайомиться з доктором Смартером, на якого напали льодяні чудовиська. Пітер вирішує дізнатися, хто вони такі.                              |                                      |                |  |  |  |
| |                                      |                |  |  |  |
| 2A | Де повзає Ящір                       | Ящір           |  |  |  |
| Доктор Курт Коннер проводить експерименти на ящірках. Одного разу він випадково приймає препарат і перетворюється на кровожерливого Ящіра.       |                                      |                |  |  |  |
| |                                      |                |  |  |  |
| 2B | Електро, жива блискавка              | Електро        |  |  |  |
| У місті з'являється Електро, людина, яка здатна керувати електрикою. Він використовує свої сили у злочинних намірах.                             |                                      |                |  |  |  |
| |                                      |                |  |  |  |
| 3 | Грізний Містеріо                     | Містеріо       |  |  |  |
| Людину-павука звинувачують у крадіжках, але насправді за цим стоїть каскадер на прізвисько Містеріо.                                             |                                      |                |  |  |  |
| |                                      |                |  |  |  |
| 4A | Небо падає                           | Стерв'ятник    |  |  |  |
| Суперзлочинець Стерв'ятник, який здатен за допомогою спеціального пристрою керувати птахами, грабує банки з їхньою допомогою.                    |                                      |                |  |  |  |
| |                                      |                |  |  |  |
| 4B | Схоплений Джей Джоною Джеймсоном     | Джона Джеймсон |  |  |  |
| Джона Джеймсон знайомиться з винахідником Генрі Смітом, який за вигідну ціну пропонує Джеймсону робота, який зможе схопити Людину-павука.        |                                      |                |  |  |  |
| |                                      |                |  |  |  |
| 5A | Ніколи не стій на дорозі у Скорпіона | Скорпіон       |  |  |  |
| Джона Джеймсон хоче раз і назавжди покінчити з Людиною-павуком і звертається до професора Фарлі Стілвела і його творіння — Скорпіона.            |                                      |                |  |  |  |
| |                                      |                |  |  |  |
| 5B | Піски злочинності                    | Пісочна Людина |  |  |  |
| У місті з'являється грабіжник на прізьвисько Пісочна Людина і починає грабувати музеї і ювелірні крамниці.                                       |                                      |                |  |  |  |
| |                                      |                |  |  |  |
| 6A | Руйнівна дієта                       | Робот-залізоїд |  |  |  |
| По Нью-Йорку розгулює двадцятиметровий робот і їсть все залізо, що трапляється на його дорозі.                                                   |                                      |                |  |  |  |
| |                                      |                |  |  |  |
| 6B | Відьмацька година                    | Зелений Гоблін |  |  |  |
| Зелений Гоблін викрадає відьмацьку книгу заклинань, викрадає Джону Джеймсона і зачаровує його.                                                   |                                      |                |  |  |  |
| |                                      |                |  |  |  |
| 7A | Кіловатний злочинець                 | Електро        |  |  |  |
| Електро втікає з в'язниці і намагається зарядитись енергією всього міста щоб стати непереможним.                                                 |                                      |                |  |  |  |
| |                                      |                |  |  |  |
| 7B | Небезпечний Парафіно                 | Парафіно       |  |  |  |
| Творець воскових фігур Парафіно заливає воском справжніх людей для своєї колекції і одного чудового дня Людина-павук попадає у пастку восковика. |                                      |                |  |  |  |
| |                                      |                |  |  |  |
| 8 | Ріг Носорога                         | Носоріг        |  |  |  |
| Могутній суперзлочинець Носоріг починає тероризувати Нью-Йорк. Людина-павук намагається знайти лігво Носорога і схопити злочинця.                |                                      |                |  |  |  |
| 9А | Блакитноокий ідол                    |                |  |  |  |
| |                                      |                |  |  |  |